# Ландонтаун (Мериленд)
Ландонтаун (енгл. Londontowne) град је у америчкој савезној држави Мериленд.

## Демографија
По попису из 2000. године број становника је 7.595.
| Група             | 2000.         | 2010.    |
| Белци             | 7.169 (94,4%) | 0 (0,0%) |
| Афроамериканци    | 150 (2,0%)    | 0 (0,0%) |
| Азијати           | 37 (0,5%)     | 0 (0,0%) |
| Хиспаноамериканци | 148 (1,9%)    | 0 (0,0%) |
| Укупно            | 7.595         | 0        |